# Psilogramme caracasana
Psilogramme caracasana là một loài dương xỉ trong họ Pteridaceae. Loài này được Pittier mô tả khoa học đầu tiên..
Danh pháp khoa học của loài này chưa được làm sáng tỏ. 